# 林之濬
林之濬（?—?），字巨川，号象湖，黄塘乡林口象坑湖村（现福建省惠安县黄塘镇林口象坑湖村）人 。

## 生平
康熙四十五年(1706年)，林之濬中进士。林之濬曾任翰林院编修、春坊中允、贵州正考官、提督江南学政等职。

## 家族
父林可梁，康熙二十一年(1682年)进士。